# Eucyrtops eremaeus
Eucyrtops eremaeus is een spinnensoort in de taxonomische indeling van de valdeurspinnen (Idiopidae).
Het dier behoort tot het geslacht Eucyrtops. De wetenschappelijke naam van de soort werd voor het eerst geldig gepubliceerd in 1957 door Barbara York Main.